# Stockton (Iowa)
Stockton è un comune degli Stati Uniti d'America, situato nello Stato dell'Iowa, nella contea di Muscatine.